# Aubach (Kaltenbach)
Der Aubach ist ein ganzjähriges Fließgewässer im Bayerischen Alpenvorland.
Er entsteht aus dem Zusammenfluss mehrerer Gräben und wird erst ab dem Achtal als Aubach bezeichnet. Im Weiteren verläuft er ostwärts durch Au bei Bad Aibling, bevor er von 
links in den Jenbach mündet, der ab diesem Zusammenfluss als Kaltenbach bezeichnet wird. Vor seiner Mündung verläuft er im Naturschutzgebiet Auer Weidmoos.